# Volba prezidenta Československa 1980
Volba prezidenta Československa proběhla 22. května 1980 ve Vladislavském sále Pražského hradu, na společné schůzi obou komor Federálního shromáždění, kterou vedl předseda Alois Indra. Gustáv Husák byl opětovně zvolen československým prezidentem.

## Průběh a výsledek volby
Volby se účastnilo 343 poslanců. Poslanci Sněmovny lidu odevzdali celkem 197 platných hlasů pro navrženého kandidáta. Plnou podporu získal Husák také v obou komorách Sněmovny národů.
| Kandidát     | Sněmovna lidu | Sněmovna národů ČSR | Sněmovna národů SSR | Celkem hlasů |
| ------------ | ------------- | ------------------- | ------------------- | ------------ |
| Gustáv Husák | 197           | 72                  | 74                  | 343          |